# 索勒鲁普
索勒鲁普（德語：Sollerup）是德国石勒苏益格－荷尔斯泰因州的一个市镇。总面积12.98平方公里，总人口485人，其中男性243人，女性242人（2011年12月31日），人口密度37人/平方公里。